# Entrepeñes i Platja de Vega

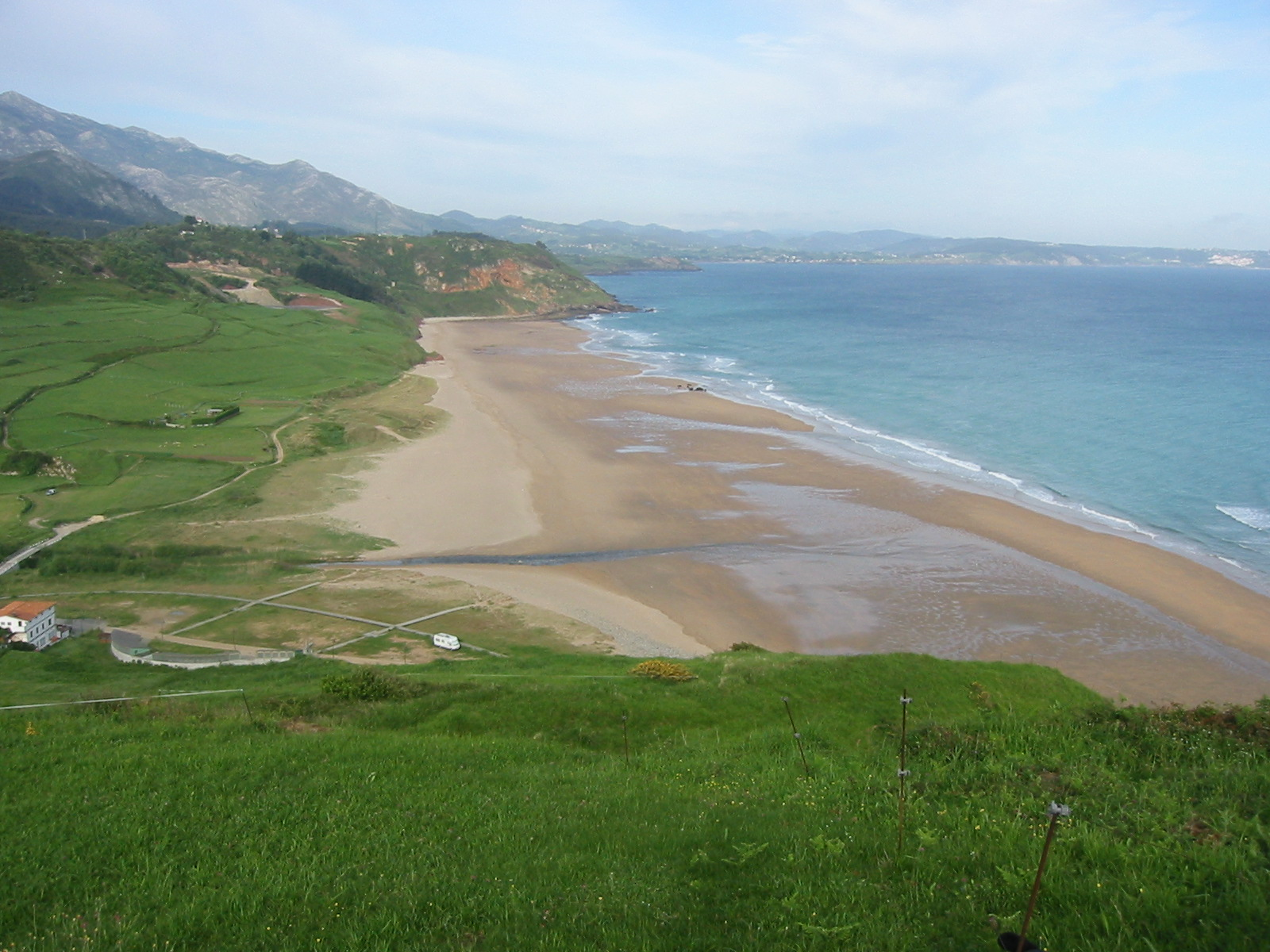
Platja de Vega.

El congost d'Entrepeñes i la platja de Vega es troben prop de la població de Vega en el concejo asturià de Ribadesella. Aquesta zona protegida, catalogada com a Monument natural, abasta unes 37 hectàrees incloent la platja, el rierol de l'Acebo i el congost de Entrepeñes. En tot aquest espai conflueixen diversos aspectes biològics i geològics convertint-ho en un dels de major interès ambiental de la costa asturiana. Entre aquests aspectes destaquen:
- Un sistema de dunes amb aliseda pantanosa, bosc molt poc freqüent a la regió.
- Les foces o gorges de entrepeñes o entrepeñas amb rics jaciments paleontològics, icnitas de dinosaures i els vestigis dels diferents nivells del mar
- Una ampla plana al·luvial on es troba el poble de Vega, que en temps primitius es tractava d'un estuari, el qual, per l'acció de la sedimentació, s'ha convertit en un estuari fòssil.

Dins de la vegetació cal destacar la camamilla bastarda i les mosquitas daurades (espècie en perill d'extinció). Quant a fauna existeixen dues zones: la de la platja, en la qual apareixen cormorans i gavines, i la del congost, en la qual apareixen el falcó pelegrí i la granota verda.
La platja de Vega ha estat catalogada com a Punt d'Interès Geològic -PIG- per l'Institut Geològic i Miner d'Espanya.